# Manzanos
Manzanos är en ort i Mexiko.   Den ligger i kommunen Dolores Hidalgo och delstaten Guanajuato, i den centrala delen av landet, 280 km nordväst om huvudstaden Mexico City. Manzanos ligger 2 010 meter över havet och antalet invånare är 303.
Terrängen runt Manzanos är huvudsakligen platt, men norrut är den kuperad. Runt Manzanos är det ganska tätbefolkat, med 93 invånare per kvadratkilometer. Närmaste större samhälle är Dolores Hidalgo, 18,7 km söder om Manzanos. Omgivningarna runt Manzanos är i huvudsak ett öppet busklandskap.